# 伊恩·泰勒 (1957年)
伊恩·泰勒（英語：Ian Taylor，1957年11月19日—），澳大利亚男子草地滚球运动员。他曾代表澳大利亚参加1994年英联邦运动会草地滚球比赛，获得男子四人银牌。